# Neujmin 2
Neujmin 2 eller 25D/Neujmin var en periodisk komet som upptäcktes den 24 februari 1916 av Grigorij Neujmin från Simeizobservatoriet. En vecka senare kunde observationen bekräftas från England och Wisconsin, USA. Redan då hade ljusstyrkan börjat avtaga och den sista observationen gjordes av Neujmin i juni.
Inga observationer gjordes vid periheliepassagen 1921. Nästa perihelumpassage inträffade i januari 1927. Efter 1927 har man inte återfunnit kometen. 1932 var observationsförhållandena dåliga och 1937 kunde man inte observera kometen trots flera försök. 
Flera försök har gjorts att försöka bestämma kometens omloppsbana, men den har nu varit osynlig så länge att sådana beräkningar är osäkra. 
Kometen befann sig 0,38 AU från jorden 1916 och 0,93 AU från Jupiter 1950.